# Salix daliensis
Salix daliensis är en videväxtart som beskrevs av C.F. Fang och S.D. Zhao. Salix daliensis ingår i släktet viden, och familjen videväxter. Inga underarter finns listade i Catalogue of Life.